# 11637 Yangjiachi
11637 Yangjiachi è un asteroide della fascia principale. Scoperto nel 1996, presenta un'orbita caratterizzata da un semiasse maggiore pari a 2,7860419 UA e da un'eccentricità di 0,1887081, inclinata di 10,75486° rispetto all'eclittica.